# Concordia Arts & Culture

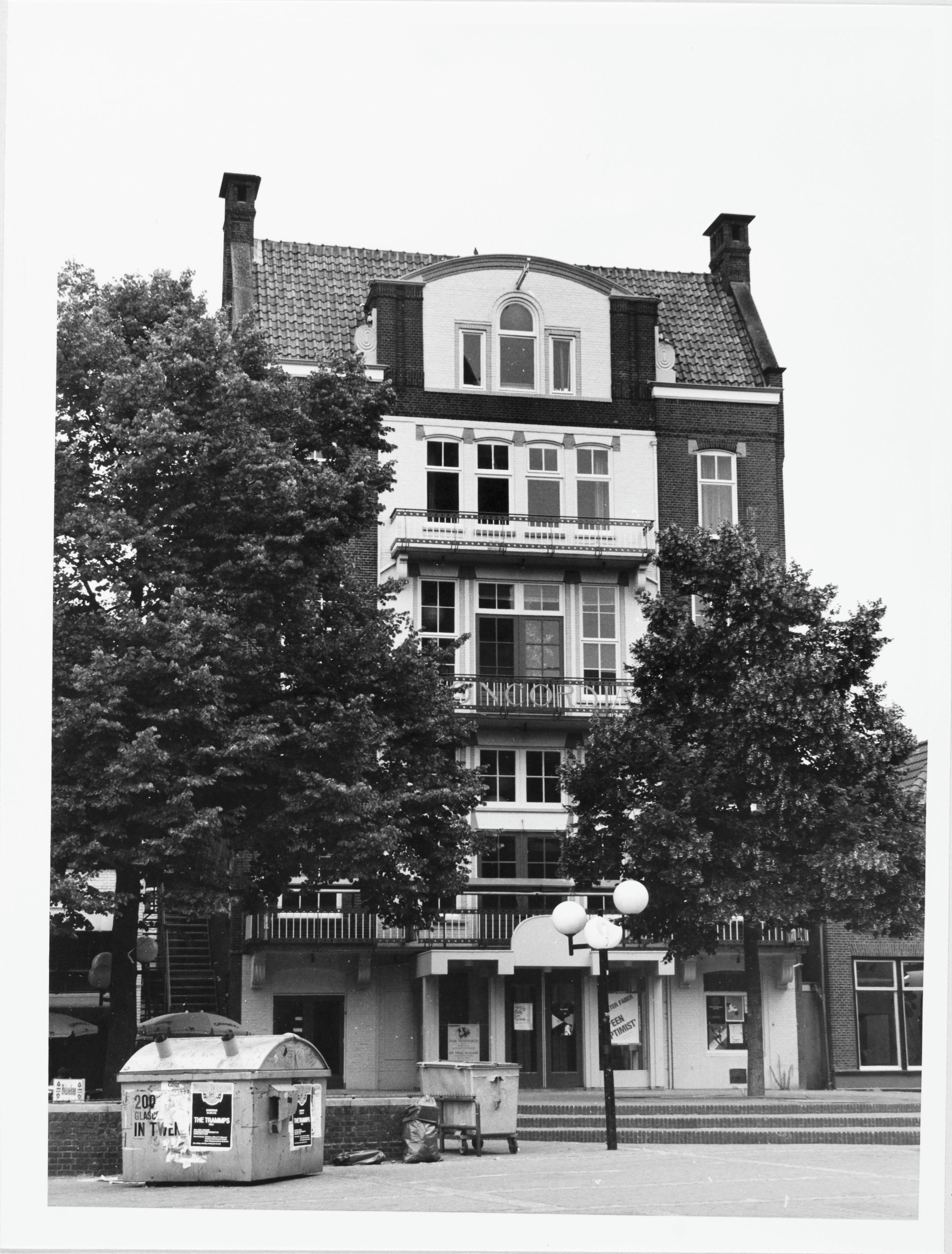
Le centre Concordia en 1983

Film Concordia | théâtre | Exposition, anciennement Concordia Arts & Culture, est un centre pour les arts visuels, le théâtre, le cinéma et l'éducation culturelle à Enschede aux Pays-Bas.
Concordia tire son nom de l'immeuble éponyme au Vieux Marché. Dans ce bâtiment se trouve un théâtre et deux salles de cinéma. Le « Langestraat Concordia » a des salles d'exposition, de location d'art et une boutique de cadeaux.
Jusqu'en septembre 2014 l'espace d'exposition Le Rozendaal est situé à Roombeek.
Concordia a un partenariat avec le « Stedelijk Lyceum Enschede ».
En 2016, le théâtre a reçu le prix « Roel Oolstra », un prix pour le théâtre le plus accueillant aux Pays-Bas, qui a été choisi par un certain nombre de comédiens.

## Source de la traduction
- (nl) Cet article est partiellement ou en totalité issu de l’article de Wikipédia en néerlandais intitulé « Concordia Kunst & Cultuur » (voir la liste des auteurs).